# Aleksandr Orłow (funkcjonariusz NKWD)
Aleksandr Michajłowicz Orłow (ros. Александр Михайлович Орлов, właśc. Lejba Łazariewicz Feldbin, ros. Лейба Лазаревич Фельдбин; ur. 9 sierpnia?/21 sierpnia 1895 w Bobrujsku, zm. 25 marca 1973 w Cleveland) – major bezpieczeństwa państwowego ZSRR (1935), ps. w NKWD Lew Łazariewicz Nikolski (ros. Лев Лазаревич Никольский), rezydent INO NKWD w Hiszpanii podczas wojny domowej (1936–1938). Wezwany na spotkanie z przedstawicielem INO w czasie wielkiej czystki (wielkiego terroru), przewidując uprowadzenie i egzekucję w przypadku wykonania rozkazu, wyjechał do USA wraz z dokumentacją i kasą rezydentury NKWD w Hiszpanii. Autor wspomnień demaskujących kulisy wielkiej czystki, opublikowanych po śmierci Stalina (1953).

## Życiorys
Urodzony jako Lejba (Lew) Łazariewicz Feldbin w rodzinie żydowskiej. Jego ojciec był leśnikiem. Od szesnastego roku życia dorabiał korepetycjami. W 1915 ukończył szkołę średnią w Moskwie i wstąpił w 1916 na Wydział Prawa Uniwersytetu Moskiewskiego i jednocześnie na Łazariewski Instytut Języków Wschodnich. W tym samym roku powołany do armii rosyjskiej, służył jako szeregowy w 104 pułku piechoty na Uralu. W początkach 1917 przeniesiony do batalionu studenckiego w Carycynie, gdzie odbywały służbę „elementy nieprawomyślne”.
Po rewolucji lutowej i obaleniu caratu ukończył szkołę podchorążych. Wstąpił wówczas do Socjaldemokratycznej Partii Robotniczej Rosji, należał do niewielkiej frakcji internacjonalistów, później do socjaldemokratów „niezależnych”, pod przywództwem Sołomona Łozowskiego.
Po przewrocie bolszewickim (rewolucji październikowej) pracował jako urzędnik i nauczyciel na prowincji. W 1919 wstąpił do Armii Czerwonej, został przydzielony do kontrwywiadu (ros. Oсобый отдел – Wydział Specjalny) 12 Armii, był śledczym w Kijowie. W maju 1920, podczas ofensywy Wojska Polskiego i armii Ukraińskiej Republiki Ludowej na Ukrainie wstąpił do RKP(b). Został szefem kontrwywiadu 12 Armii, organizował grupy dywersyjne na tyłach Wojska Polskiego, walczył z powstańcami ukraińskimi.
Od grudnia 1920 naczelnik wydziału śledczo-agenturalnego Czeka guberni archangielskiej, odpowiadał m.in. za filtrację oficerów Białej Armii w obozach koncentracyjno-filtracyjnych na sowieckiej północy.
Od lipca 1921 prokurator w najwyższym trybunale przy WCiK, od stycznia 1923 prokurator Kolegium Karno-Kasacyjnego Sądu Najwyższego RFSRR. Po ukończeniu kursów prawoznawczych przy Uniwersytecie Moskiewskim został w maju 1924 kierownikiem wydziału w Departamencie Finansowym OGPU (którym kierował jego kuzyn Zinowij Kacnelson), następnie zastępcą Kacnelsona – szefa departamentu, później naczelnikiem ochrony pogranicza garnizonu Suchumi.
W 1926 przeniesiony do INO OGPU (wywiadu zagranicznego). Początkowo rezydent w Paryżu po przykrywką urzędnika misji handlowej ZSRR we Francji, w 1928 przeniesiony do rezydentury berlińskiej INO pod przykrywką radcy handlowego poselstwa ZSRR w Republice Weimarskiej. W 1930 powrócił do ZSRR, objął funkcję naczelnika VII wydziału (wywiad gospodarczy) INO OGPU. W 1932 w czasie krótkiej misji w USA zdobył paszport amerykański na nazwisko Williama Holdina. Z paszportem tym został oddelegowany wiosną 1933 do Paryża, jako nielegał, który miał rozpracowywać francuskie Deuxieme Bureau. Wiosną 1934, rozpoznany przez byłego pracownika sowieckiej misji handlowej musiał w maju 1934 opuścić Francję. 15 lipca 1934 przeniesiony do Londynu. Jako rezydent INO kierował Kimem Philbym, zwerbowanym krótko wcześniej. W końcu października 1935, po powrocie do ZSRR formalnie mianowany na zastępcę szefa wydziału transportowego GUGB NKWD, faktycznie nadal działał w INO, koordynując działania piątki z Cambridge.
Po wybuchu wojny domowej w Hiszpanii, we wrześniu 1936, pod przykryciem funkcji attaché politycznego w ambasadzie ZSRR w Madrycie, został skierowany jako rezydent NKWD w Republice Hiszpańskiej i jednocześnie główny doradca sowiecki do spraw bezpieczeństwa wewnętrznego i kontrwywiadu przy rządzie republikańskim.
W październiku 1936 nadzorował transport złota z rezerw Banku Narodowego Hiszpanii do ZSRR. Pomoc ZSRR dla republikańskiej Hiszpanii była bowiem w pełni odpłatna i wyniosła ogółem ponad 1,5 miliarda peset. Za dostawy broni i doradców wojskowych z ZSRR rząd republikański zapłacił z rezerw Banku Hiszpanii złotem (510 ton złota – ponad dwie trzecie z czwartego wówczas na świecie zapasu złota banku centralnego) o wartości ówczesnych 574 mln dolarów (ekwiwalent ok. 21,5 mld USD 2014). Złoto Banku Narodowego Hiszpanii zostało przewiezione w ciągu trzech nocy ze skarbca w Madrycie do portu w Cartagenie przez sowieckich czołgistów w mundurach hiszpańskich. 26 października 1936 wysłano je sowieckim statkiem do Odessy, gdzie 7900 skrzyń ze złotem przybyło 6 listopada 1937 i pociągiem specjalnym zostało przewiezione do Moskwy. Operację, przeprowadzoną na osobisty rozkaz Stalina, nadzorował Orłow. Gdy hiszpańskie zapasy złota skończyły się w listopadzie 1938, ustały również dostawy sowieckiego sprzętu wojennego dla Republiki Hiszpańskiej.
Gdy tylko statek ze złotem zawinął do Odessy, dziennik „Prawda” zamieścił informację, że starszy major bezpieczeństwa państwowego Nikolski (nazwisko operacyjne w NKWD Orłowa, którego awansowano), został odznaczony Orderem Lenina, za wypełnienie „ważnego zadania państwowego”.
Jako rezydent NKWD w Hiszpanii, Orłow odpowiadał za działania wywiadu i kontrwywiadu, w tym organizację tajnej policji, działalność bojówek podporządkowanej Kominternowi Gwardii Szturmowej, nadzorował także dostawy na front. W maju 1937 osobiście nadzorował usunięcie premiera Republiki Hiszpańskiej Francisco Largo Caballero i zastąpienie go przez marionetkę Moskwy Juana Negrína, a następnie masowe aresztowania i egzekucje w Katalonii członków republikańskich ugrupowań antystalinowskich, przede wszystkim POUM. Jest odpowiedzialny za uprowadzenie i zamordowanie Andreu Nina.
W kilka dni po sformowaniu rządu przez Juana Negrina Orłow zaczął postępować tak, jakby uważał Hiszpanię za kraj satelicki. Zjawił się w głównej kwaterze bezpieczeństwa i zażądał od pułkownika Ortegi, którego potraktował jak swego podwładnego, podpisania nakazów aresztowań członków Komitetu Wykonawczego POUM.
16 czerwca 1937 Negrin zdelegalizował POUM i kazał aresztować członków jej Komitetu Wykonawczego. Tego dnia Andreu Nin został wezwany na przesłuchanie przez policję. Na polecenie Orłowa był przesłuchiwany i torturowany przez Ricarda Burillo i Ernő Gerő, a ponieważ pomimo tortur nie podpisał żadnej deklaracji, ani nie potwierdził zarzutów stawianych jego partii, został skrytobójczo zamordowany.
Orłow przy udziale kadr sowieckich zorganizował sześć szkół dywersyjno-sabotażowych szkolących do działania na zapleczu frankistów, które wyszkoliły co najmniej 1000 dywersantów. W końcu 1937, w tajemnicy przed władzami Republiki, zorganizował szkołę wywiadu NKWD pod kryptonimem Budowa (ros. Строительство). Do szkoły rekrutowano kandydatów na żołnierzy Brygad Międzynarodowych. Po przeszkoleniu byli przerzucani przez Francję na cały świat, przy użyciu paszportów odbieranych kandydatom na żołnierzy Brygad Międzynarodowych po ich przybyciu do Hiszpanii i przy wykorzystaniu ich tożsamości. W tym czasie Orłow zwerbował Morrisa Cohena, przyszłego sowieckiego szpiega atomowego, prowadzonego później przez Rudolfa Abla. Orłow kierował również działalnością Kima Philby’ego, który był wówczas korespondentem wojennym „The Times” przy rządzie frankistowskim w Burgos.
Kim Philby tak scharakteryzował Orłowa we wspomnieniach My Silent War (1969):
Był energiczną, powiedziałbym nawet, desperacko energiczną osobą. Wszędzie, na przykład, chodził uzbrojony – było to prawdopodobnie wynikiem jego niespożytej energii i ekstrawagancko-romantycznej postawy wobec zawodu, jaki uprawiał. Czasami Orłow pod płaszczem nosił nawet pistolet maszynowy

## Ucieczka, pobyt w USA
W lipcu 1938 otrzymał rozkaz wyjazdu do Antwerpii i spotkania z wysłannikiem Centrali Siergiejem Szpigelglasem na pokładzie sowieckiego parowca Swir. Obawiając się uprowadzenia do Moskwy i egzekucji w ramach aresztowań starych funkcjonariuszy NKWD przez ekipę Nikołaja Jeżowa, wyjechał przez Francję i Kanadę do USA wraz z żoną i córką, a także z archiwum i 68 000 dolarów z kasy rezydentury, posługując się zdobytym w 1932 paszportem amerykańskim. W USA zamieszkał w Cleveland pod nazwiskiem Igora Konstantinowicza Berga, pozostając do 1953 nieznanym FBI, utrzymując się z przywiezionych środków.
W początkach 1953, na krótko przed śmiercią Stalina, opublikował w magazynie „Life” cykl artykułów, które złożyły się na wydaną wkrótce potem w Nowym Jorku książkę The Secret History of Stalin’s Crimes (pol. Tajna historia zbrodni Stalina), opisującą wydarzenia, które doprowadziły do wielkiego terroru lat 1936–1939 i przekazującej znane Orłowowi osobiście, lub z przekazów bezpośrednich kulisy wielkiej czystki. Jednym z informatorów Orłowa miał być Paweł Alliłujew, szwagier Stalina, który służył po kierownictwem Orłowa w Niemczech w latach 20.
Książka Orłowa została przetłumaczona na wiele języków. Po szerokim ujawnieniu części archiwów sowieckich w czasie pieriestrojki (od 1986), a szczególnie po rozpadzie ZSRR (1991) informacje w niej zawarte zostały w przeważającej części zweryfikowane jako autentyczne. Publikacje Orłowa w „Life” miały być szokiem dla dyrektora FBI J. Edgara Hoovera, który nie zdawał sobie sprawy z piętnastoletniego pobytu byłego wysokiego funkcjonariusza wywiadu NKWD na terytorium Stanów Zjednoczonych.
W 1962 Orłow opublikował drugą książkę: A Handbook of Intelligence and Guerilla Warfare – podręcznik zasad kontrwywiadu i wojny partyzanckiej, który nie wywołał już takiego rezonansu jak jego pierwsza publikacja.
Opuszczając rezydenturę, miał w 1938 pozostawić w ambasadzie ZSRR w Paryżu osobisty list skierowany do Stalina, w którym ostrzegł dyktatora, że w przypadku próby zamachu na jego życie lub życie jego rodziny ujawni całą swoją wiedzę na temat operacji specjalnych OGPU/NKWD na Zachodzie. Według Orłowa, jeszcze przed wyjazdem do Hiszpanii osobiście znał Stalina i właśnie Stalin nadał mu pseudonim Orłow.
Z kolei w drugim, równoległym liście skierowanym do szefa NKWD Nikołaja Jeżowa Orłow miał napisać:
Moim jedynym celem teraz jest przetrwanie. Chcę dbać o córkę, dopóki nie stanie się pełnoletnia. Nigdy nie zapominajcie, że nie jestem zdrajcą ani wobec partii, ani wobec ojczyzny. Nikt nigdy nie skłoni mnie do zdrady sprawy proletariatu i interesów Związku Radzieckiego. Równie chętnie opuściłem rodzinny kraj, jak ryba wodę, ale zbrodnicza działalność kryminalistów wyrzuciła mnie poza nawias, jak rybę na lód. Zostałem pozbawiony nie tylko ziemi ojczystej, ale także prawa do życia i oddychania powietrzem dostępnym obywatelom radzieckim. Jeśli zostawicie mnie w spokoju, nigdy nie zrobię niczego szkodliwego dla partii czy Związku Radzieckiego.
Jako wieloletni funkcjonariusz OGPU/NKWD osobiście je współtworzył i wiedział, jak działają. Pomimo wielokrotnych przesłuchań przez FBI i inne amerykańskie służby specjalne po 1953 przekazał wprawdzie informacje o funkcjonowaniu sowieckich służb specjalnych, w czasie gdy był ich funkcjonariuszem, nigdy jednak nie ujawnił tożsamości zwerbowanych przez siebie, lub prowadzonych agentów sowieckich – w tym Kima Philby’ego i całej piątki z Cambridge. W związku z tym, w 1964 KGB miało zrezygnować wobec Orłowa z zarzutu zdrady, gdyż wszyscy znani mu osobiście agenci kontynuowali bez przeszkód działalność po roku 1953, aż do ich wycofania w 1963 w granice ZSRR. W 1969 i 1971 miał się też spotkać ze skierowanymi do niego wysłannikami KGB.
W ZSRR pierwszą publikację o Orłowie cenzura dopuściła do druku dopiero w roku 1990, w gazecie „Труд” (20/21 grudnia 1990).

## Rodzina
Żona Maria Władysławowna Rożniecka (1903–1971), córka Weronika (1922–1949). Jego kuzynem był Zinowij Kacnelson.

## Odznaczenia
Odznaczony Orderem Lenina (1936) i Orderem Czerwonego Sztandaru.